# Eliteserien de 2020
A Eliteserien de 2020 foi a 76º temporada da Eliteserien, a principal divisão de futebol na Noruega. O FK Bodø/Glimt foi o campeão, conquistando seu primeiro título no torneio.
A temporada inicialmente se iniciaria no dia 4 de abril mas, devido às pandemia de COVID-19 na Noruega, a abertura do torneio foi suspensa, inicialmente até o dia 2 de maio, e em seguida até o dia 23 de maio. A temporada estava programada para se encerrar no dia 29 de novembro, sem contar as partidas de play-off, mas depois a data de encerramento foi remarcada para 22 de dezembro. No dia 7 de maio, o governo norueguês autorizou o início do campeonato no dia 16 de junho e o início imediato de todos os treinos.

## Efeitos da pandemia de coronavírus de 2020
A temporada estava programada para começar no dia 4 de abril, mas no dia 12 de março, foi divulgado que, devido às pandemia de COVID-19 na Noruega, as cinco primeiras rodadas da temporada seriam adiadas e que o torneio seria suspenso até o dia 2 de maio. No dia 24 de março, a Associação Norueguesa de Futebol anunciou que a suspensão da temporada seria estendida até o dia 23 de maio. No dia 7 de maio, o governo norueguês autorizou as equipes a começarem a treinar e determinou a abertura do torneio no dia 16 de junho.

## Equipes
Dezesseis equipes competem na liga - as doze equipes de melhor colocação na temporada passada, as duas equipes promovidas diretamente da 1. division e o vencedor do play-off de rebaixamento-promoção. As equipes promovidas foram o Aalesund, o Sandefjord e o Start. Eles substituiram o Lillestrøm, o Tromsø e o Ranheim, encerrando seus períodos de permanência na primeira divisão de quarenta e cinco, cinco e dois anos, respectivamente. 

### Estádios e localidades
| Equipe             | Cidade / Comuna | Estádio              | Capacidade |
| ------------------ | --------------- | -------------------- | ---------- |
| Aalesunds FK       | Ålesund         | Color Line Stadion   | 10.778     |
| FK Bodø/Glimt      | Bodø            | Aspmyra Stadion      | 5.635      |
| SK Brann           | Bergen          | Brann Stadion        | 17.049     |
| FK Haugesund       | Haugesund       | Haugesund Stadion    | 8.754      |
| Kristiansund BK    | Kristiansund    | Kristiansund Stadion | 4.444      |
| Mjøndalen IF       | Mjøndalen       | Consto Arena         | 4.200      |
| Molde FK           | Molde           | Aker Stadion         | 11.249     |
| Odds BK            | Skien           | Skagerak Arena       | 11.767     |
| Rosenborg BK       | Trondheim       | Lerkendal Stadion    | 21.421     |
| Sandefjord Fotball | Sandefjord      | Sandefjord Arena     | 6.582      |
| Sarpsborg 08 FF    | Sarpsborg       | Sarpsborg Stadion    | 8.022      |
| Stabæk Fotball     | Bærum           | Nadderud Stadion     | 4.938      |
| IK Start           | Kristiansand    | Sør Arena            | 14.448     |
| Strømsgodset IF    | Drammen         | Marienlyst Stadion   | 8.935      |
| Vålerenga Fotball  | Oslo            | Intility Arena       | 16.555     |
| Viking FK          | Stavanger       | Viking Stadion       | 15.900     |

### Pessoal e patrocínio
| Equipe             | Treinador                  | Capitão              | Equipamentos | Patrocinador da camisa |
| ------------------ | -------------------------- | -------------------- | ------------ | ---------------------- |
| Aalesunds FK       | Lars Bohinen               | Fredrik Carlsen      | Umbro        | Sparebanken Møre       |
| FK Bodø/Glimt      | Kjetil Knutsen             | Ulrik Saltnes        | Diadora      | Sparebanken Nord-Norge |
| SK Brann           | Lars Arne Nilsen           | Kristoffer Barmen    | Nike         | Sparebanken Vest       |
| FK Haugesund       | Jostein Grindhaug          | Christian Grindheim  | Macron       | Haugaland Kraft        |
| Kristiansund BK    | Christian Michelsen        | Dan Peter Ulvestad   | Macron       | Sparebanken Nordvest   |
| Mjøndalen IF       | Vegard Hansen              | Christian Gauseth    | Umbro        | Sparebanken Øst        |
| Molde FK           | Erling Moe                 | Magnus Eikrem        | Nike         | Sparebanken Møre       |
| Odds BK            | Jan Frode Nornes           | Steffen Hagen        | Hummel       | SpareBank 1 Telemark   |
| Rosenborg BK       | Eirik Horneland (interino) | Tore Reginiussen     | Adidas       | SpareBank 1 SMN        |
| Sandefjord Fotball | Martí Cifuentes            | Lars Grorud          | Macron       | Jotun                  |
| Sarpsborg 08 FF    | Mikael Stahre              | Joachim Thomassen    | Select       | Borregaard             |
| Stabæk Fotball     | Jan Jönsson                | Andreas Hanche-Olsen | Macron       | SpareBank 1 Østlandet  |
| IK Start           | Jóhannes Harðarson         | Erlend Segberg       | Macron       | Sparebanken Sør        |
| Strømsgodset IF    | Henrik Pedersen            | Mikkel Maigaard      | Puma         | DNB                    |
| Vålerenga Fotball  | Dag-Eilev Fagermo          | Jonatan Tollås       | Umbro        | DNB                    |
| Viking FK          | Bjarne Berntsen            | Viljar Vevatne       | Diadora      | Lyse                   |

## Tabela
| Pos | Equipe             | J  | V  | E  | D  | GM  | GC | SD  | Pts | Qualificação e rebaixamento                                 |
| --- | ------------------ | -- | -- | -- | -- | --- | -- | --- | --- | ----------------------------------------------------------- |
| 1   | FK Bodø/Glimt (C)  | 30 | 26 | 3  | 1  | 103 | 32 | +71 | 81  | Primeira pré-eliminatória da Liga dos Campeões da UEFA      |
| 2   | Molde FK           | 30 | 20 | 2  | 8  | 77  | 36 | +41 | 62  | Segunda pré-eliminatória da Liga Conferência Europa da UEFA |
| 3   | Vålerenga Fotball  | 30 | 15 | 10 | 5  | 51  | 33 | +18 | 55  | Segunda pré-eliminatória da Liga Conferência Europa da UEFA |
| 4   | Rosenborg BK       | 30 | 15 | 7  | 8  | 50  | 35 | +15 | 52  | Segunda pré-eliminatória da Liga Conferência Europa da UEFA |
| 5   | Kristiansund BK    | 30 | 13 | 12 | 5  | 59  | 43 | +16 | 51  |                                                             |
| 6   | Viking FK          | 30 | 12 | 8  | 10 | 54  | 52 | +2  | 44  |                                                             |
| 7   | Odds BK            | 30 | 13 | 4  | 13 | 52  | 51 | +1  | 43  |                                                             |
| 8   | Stabæk Fotball     | 30 | 9  | 12 | 9  | 41  | 45 | −4  | 39  |                                                             |
| 9   | SK Brann           | 30 | 9  | 9  | 12 | 40  | 49 | −9  | 36  |                                                             |
| 10  | FK Haugesund       | 30 | 10 | 6  | 14 | 37  | 53 | −16 | 36  |                                                             |
| 11  | Sandefjord Fotball | 30 | 9  | 8  | 13 | 31  | 43 | −12 | 35  |                                                             |
| 12  | Sarpsborg 08 FF    | 30 | 8  | 8  | 14 | 33  | 43 | −10 | 32  |                                                             |
| 13  | Strømsgodset IF    | 30 | 7  | 10 | 13 | 41  | 57 | −16 | 31  |                                                             |
| 14  | Mjøndalen IF (O)   | 30 | 8  | 3  | 19 | 26  | 45 | −19 | 27  | Play-off de rebaixamento                                    |
| 15  | IK Start (R)       | 30 | 6  | 9  | 15 | 33  | 56 | −23 | 27  | Rebaixado para a 1. divisjon                                |
| 16  | Aalesunds FK (R)   | 30 | 2  | 5  | 23 | 30  | 85 | −55 | 11  | Rebaixado para a 1. divisjon                                |

Regras para classificação: 1) pontos; 2) saldo de gols; 3) gols marcados; 4) confronto direto; 5) saldo de gols em confronto direto; 6) gols marcados fora de casa em confronto direto (apenas em caso de empate entre no máximo duas equipes); 7) gols marcados em confronto direto; 8) play-off 

 (Nota: O Play-off é realizado apenas para definir o campeão ou os rebaixados).
(C) Campeão;
(O) Vencedor do play-off de rebaixamento;
(R) Rebaixado

## Desempenho por rodada
Líder e qualificado para a primeira pré-eliminatória Liga dos Campeões da UEFA

      Qualificado para a segunda pré-eliminatória da Liga Conferência Europa da UEFA

      Qualificado para o play-off de rebaixamento

      Rebaixado para a 1. divisjon de 2021
|                    | 1  | 2  | 3  | 4  | 5  | 6  | 7  | 8  | 9  | 10 | 11 | 12 | 13 | 14 | 15 | 16 | 17 | 18 | 19 | 20 | 21 | 22 | 23 | 24 | 25 | 26 | 27 | 28 | 29 | 30 |
| ------------------ | -- | -- | -- | -- | -- | -- | -- | -- | -- | -- | -- | -- | -- | -- | -- | -- | -- | -- | -- | -- | -- | -- | -- | -- | -- | -- | -- | -- | -- | -- |
| FK Bodø/Glimt      | 2  | 1  | 1  | 1  | 1  | 1  | 1  | 1  | 1  | 1  | 1  | 1  | 1  | 1  | 1  | 1  | 1  | 1  | 1  | 1  | 1  | 1  | 1  | 1  | 1  | 1  | 1  | 1  | 1  | 1  |
| Molde FK           | 1  | 2  | 2  | 2  | 2  | 2  | 2  | 2  | 2  | 2  | 2  | 2  | 2  | 2  | 2  | 2  | 2  | 2  | 4  | 3  | 2  | 2  | 2  | 2  | 2  | 2  | 2  | 2  | 2  | 2  |
| Vålerenga Fotball  | 5  | 6  | 9  | 6  | 8  | 6  | 4  | 3  | 3  | 3  | 4  | 4  | 4  | 5  | 5  | 6  | 5  | 5  | 5  | 5  | 4  | 4  | 4  | 4  | 3  | 3  | 3  | 3  | 3  | 3  |
| Rosenborg BK       | 8  | 11 | 12 | 10 | 11 | 7  | 5  | 6  | 4  | 6  | 5  | 6  | 5  | 4  | 4  | 4  | 4  | 4  | 2  | 2  | 3  | 3  | 3  | 3  | 4  | 4  | 4  | 4  | 4  | 4  |
| Kristiansund BK    | 8  | 4  | 5  | 3  | 4  | 3  | 7  | 9  | 9  | 8  | 7  | 5  | 6  | 6  | 6  | 5  | 6  | 6  | 6  | 6  | 6  | 6  | 6  | 6  | 6  | 5  | 5  | 5  | 5  | 5  |
| Viking FK          | 15 | 14 | 13 | 15 | 12 | 12 | 13 | 14 | 12 | 10 | 12 | 13 | 13 | 14 | 12 | 10 | 8  | 7  | 7  | 7  | 7  | 7  | 7  | 7  | 7  | 7  | 7  | 6  | 6  | 6  |
| Odds BK            | 12 | 12 | 10 | 7  | 10 | 11 | 8  | 4  | 7  | 4  | 3  | 3  | 3  | 3  | 3  | 3  | 3  | 3  | 3  | 4  | 5  | 5  | 5  | 5  | 5  | 6  | 6  | 7  | 7  | 7  |
| Stabæk Fotball     | 8  | 10 | 6  | 9  | 6  | 9  | 6  | 7  | 5  | 5  | 6  | 7  | 8  | 7  | 8  | 9  | 7  | 9  | 8  | 9  | 8  | 8  | 8  | 8  | 9  | 8  | 8  | 8  | 8  | 8  |
| SK Brann           | 3  | 2  | 3  | 5  | 3  | 4  | 3  | 5  | 6  | 7  | 8  | 8  | 7  | 8  | 7  | 7  | 9  | 10 | 10 | 10 | 12 | 13 | 12 | 12 | 11 | 10 | 10 | 10 | 11 | 9  |
| FK Haugesund       | 12 | 15 | 14 | 12 | 9  | 10 | 11 | 11 | 13 | 11 | 10 | 10 | 11 | 12 | 9  | 8  | 10 | 11 | 12 | 13 | 10 | 9  | 10 | 9  | 8  | 9  | 9  | 9  | 9  | 10 |
| Sandefjord Fotball | 4  | 5  | 8  | 11 | 13 | 13 | 14 | 13 | 14 | 13 | 13 | 12 | 9  | 11 | 13 | 13 | 13 | 13 | 11 | 12 | 13 | 11 | 11 | 11 | 12 | 12 | 11 | 11 | 10 | 11 |
| Sarpsborg 08 FF    | 14 | 13 | 16 | 16 | 16 | 14 | 12 | 12 | 10 | 12 | 11 | 11 | 12 | 10 | 11 | 12 | 11 | 8  | 9  | 8  | 9  | 10 | 9  | 10 | 10 | 11 | 12 | 12 | 12 | 12 |
| Strømsgodset IF    | 6  | 6  | 4  | 4  | 7  | 5  | 9  | 8  | 8  | 9  | 9  | 9  | 10 | 9  | 10 | 11 | 12 | 12 | 13 | 11 | 11 | 12 | 13 | 13 | 14 | 14 | 14 | 14 | 13 | 13 |
| Mjøndalen IF       | 8  | 8  | 7  | 8  | 5  | 8  | 10 | 10 | 11 | 14 | 14 | 15 | 14 | 13 | 14 | 15 | 15 | 15 | 15 | 15 | 15 | 15 | 15 | 15 | 15 | 15 | 15 | 15 | 15 | 14 |
| IK Start           | 7  | 9  | 11 | 13 | 14 | 15 | 15 | 15 | 15 | 15 | 15 | 14 | 15 | 15 | 15 | 14 | 14 | 14 | 14 | 14 | 14 | 14 | 14 | 14 | 13 | 13 | 13 | 13 | 14 | 15 |
| Aalesunds FK       | 16 | 16 | 15 | 14 | 15 | 16 | 16 | 16 | 16 | 16 | 16 | 16 | 16 | 16 | 16 | 16 | 16 | 16 | 16 | 16 | 16 | 16 | 16 | 16 | 16 | 16 | 16 | 16 | 16 | 16 |

## Resultados
|                    | AFK | FKB | SKB | FKH | KBK | MIF | MFK | ODD | RBK | SAN | SFF | STA | IKS | SIF | VÅL | VFK |
| ------------------ | --- | --- | --- | --- | --- | --- | --- | --- | --- | --- | --- | --- | --- | --- | --- | --- |
| Aalesunds FK       | —   | 1–6 | 2–2 | 1–3 | 1–2 | 1–3 | 1–4 | 0–3 | 1–2 | 0–1 | 0–1 | 1–3 | 3–2 | 1–4 | 1–1 | 2–2 |
| FK Bodø/Glimt      | 7–0 | —   | 5–0 | 6–1 | 2–1 | 2–0 | 3–1 | 6–1 | 5–1 | 2–1 | 2–1 | 5–2 | 6–0 | 3–2 | 2–0 | 3–0 |
| SK Brann           | 3–1 | 1–3 | —   | 1–2 | 1–1 | 0–1 | 1–2 | 2–1 | 1–2 | 3–1 | 1–1 | 1–1 | 1–1 | 1–1 | 1–2 | 3–0 |
| FK Haugesund       | 0–1 | 0–4 | 1–2 | —   | 2–2 | 1–1 | 0–3 | 4–4 | 1–0 | 3–2 | 2–0 | 3–1 | 1–0 | 2–3 | 2–1 | 0–2 |
| Kristiansund BK    | 7–2 | 2–3 | 1–1 | 1–3 | —   | 1–0 | 2–2 | 4–3 | 0–0 | 3–1 | 4–1 | 1–2 | 3–2 | 2–1 | 0–0 | 3–5 |
| Mjøndalen IF       | 3–0 | 2–3 | 2–0 | 1–0 | 1–2 | —   | 1–3 | 0–2 | 0–2 | 0–2 | 1–0 | 0–1 | 1–0 | 3–0 | 0–1 | 1–2 |
| Molde FK           | 2–1 | 4–2 | 1–2 | 3–1 | 2–2 | 2–1 | —   | 2–0 | 1–0 | 0–1 | 5–0 | 4–1 | 5–0 | 2–1 | 4–1 | 5–0 |
| Odds BK            | 3–2 | 0–4 | 1–0 | 0–0 | 2–1 | 6–1 | 1–4 | —   | 2–1 | 1–2 | 1–1 | 2–0 | 1–2 | 1–3 | 4–1 | 3–0 |
| Rosenborg BK       | 3–2 | 2–3 | 2–3 | 2–1 | 0–0 | 1–0 | 3–1 | 4–1 | —   | 2–1 | 5–1 | 2–2 | 1–0 | 3–0 | 1–1 | 3–0 |
| Sandefjord Fotball | 1–0 | 1–2 | 3–3 | 0–1 | 0–2 | 1–0 | 2–1 | 1–1 | 0–0 | —   | 0–3 | 0–0 | 2–2 | 0–0 | 0–3 | 2–2 |
| Sarpsborg 08 FF    | 4–0 | 0–3 | 0–1 | 0–0 | 1–1 | 2–0 | 2–1 | 2–0 | 1–2 | 0–0 | —   | 4–0 | 1–0 | 2–3 | 0–1 | 1–2 |
| Stabæk Fotball     | 4–0 | 2–2 | 0–2 | 2–1 | 2–2 | 0–0 | 0–3 | 0–1 | 0–3 | 2–0 | 1–1 | —   | 2–0 | 2–0 | 1–1 | 1–1 |
| IK Start           | 1–0 | 1–1 | 1–1 | 5–1 | 1–2 | 3–0 | 2–3 | 0–5 | 0–0 | 0–1 | 3–2 | 0–0 | —   | 2–2 | 2–1 | 1–1 |
| Strømsgodset IF    | 1–1 | 1–2 | 3–1 | 2–2 | 2–2 | 2–1 | 0–4 | 1–0 | 3–3 | 3–4 | 0–0 | 0–4 | 1–1 | —   | 0–2 | 0–2 |
| Vålerenga Fotball  | 2–2 | 2–2 | 5–1 | 1–0 | 1–1 | 4–1 | 2–1 | 2–0 | 1–0 | 2–1 | 1–1 | 2–2 | 4–0 | 2–0 | —   | 2–1 |
| Viking FK          | 5–2 | 2–4 | 2–0 | 0–1 | 1–2 | 1–1 | 3–2 | 1–2 | 3–0 | 2–0 | 3–0 | 3–3 | 4–1 | 2–2 | 2–2 | —   |

## Play-off de rebaixamento
O 14ª colocado da Eliteserien de 2020 e o vencedor do Play-off de promoção da 1. divisjon de 2020 se enfrentarão em um confronto único, em campo neutro, para decidir qual equipe competirá na Eliteserien de 2021. 
| 28 de Dezembro de 2020 | Mjøndalen IF                 | 3 – 2 | Sogndal                            | Intility Arena, Oslo |
| 17:00                  | Sveen 9', 88' · Nakkim 90+7' |       | Adam 79' (pen) · Kristoffersen 80' |                      |

## Estatísticas da temporada

### Artilheiros
Atualizado em 23 de dezembro de 2020
| Pos. | Jogador                 | Equipe            | Gols |
| ---- | ----------------------- | ----------------- | ---- |
| 1    | Kasper Junker           | FK Bodø/Glimt     | 27   |
| 2    | Amahl Pellegrino        | Kristiansund BK   | 25   |
| 3    | Philip Zinckernagel     | FK Bodø/Glimt     | 19   |
| 4    | Veton Berisha           | Viking FK         | 16   |
| 5    | Mushaga Bakenga         | Odds BK           | 15   |
| 6    | Jens Petter Hauge       | FK Bodø/Glimt     | 14   |
| 7    | Leke James              | Molde FK          | 13   |
| 8    | Dino Islamović          | Rosenborg BK      | 12   |
| 8    | Kristoffer Zachariassen | Rosenborg BK      | 12   |
| 8    | Ohi Omoijuanfo          | Molde FK          | 12   |
| 8    | Ulrik Saltnes           | FK Bodø/Glimt     | 12   |
| 12   | Hólmbert Friðjónsson    | Aalesunds FK      | 11   |
| 13   | Daouda Bamba            | SK Brann          | 10   |
| 13   | Eirik Schulze           | IK Start          | 10   |
| 13   | Johan Hove              | Strømsgodset IF   | 10   |
| 13   | Lars-Jørgen Salvesen    | Strømsgodset IF   | 10   |
| 13   | Torgeir Børven          | Rosenborg BK      | 10   |
| 13   | Zymer Bytyqi            | Viking FK         | 10   |
| 19   | Vidar Örn Kjartansson   | Vålerenga Fotball | 9    |
| 20   | Aron Dønnum             | Vålerenga Fotball | 8    |
| 20   | Bård Finne              | Vålerenga Fotball | 8    |
| 20   | Etzaz Hussain           | Molde FK          | 8    |
| 20   | Gilbert Koomson         | SK Brann          | 8    |
| 20   | Kristoffer Velde        | FK Haugesund      | 8    |